# 许纪霖
许纪霖（1957年—），上海人，毕业于华东师范大学政治教育系，华东师范大学教授、紫江学者、公共知识分子。 主要从事二十世纪中国思想史与知识分子的研究以及上海城市文化研究。

## 生平
1957年，许纪霖出生在上海市，文化大革命爆发后中断学习。1975年，中学毕业后下放到上海南汇县的东海农场，任图书管理员。
1977年，恢复高考制度之后考入华东师范大学政治教育系。但據許自述，政治教育並非自己心宜的專業，更想去中文系學習。大一是排演話劇，許紀霖執筆創作，拿到了第一，在系裡有了一些名聲。華东師大圖書館是他吸收新鮮知識的重要來源，今後從事思想史研究也是受這時的影響。毕业后留校，在中共党史教研室研究中国民主党派史。
1985年，考取华东师范大学政教系研究生攻读中国近现代政治思想史。 1989年调入华东化工学院（现华东理工大学）文化研究所，期间组织学者编写《中国现代化史》。
1997年，调入上海师范大学历史系。期间赴香港中文大学中国文化研究所、澳大利亚国立大学亚洲太平洋研究院、新加坡国立大学东亚研究所、哈佛大学哈佛燕京学社、台湾中央研究院人文社会科学研究中心、加拿大不列颠哥伦比亚大学亚洲研究所做访问研究员。2002年，回母校华东师范大学历史系任教。

## 学术
许纪霖自述，有三个老师对他的影响最大，陈旭麓先生让他懂得什么是史学，王元化先生赋予他精神人格，而张灏教授告诉他如何研究思想史。

## 外界评价
1980年代以来，他持续关注学界前沿和文化热点，撰写大量观点独特又富有争议的文章，在历次重要的思想论争中均有不容忽视的声音。2003年关于“非典问题”的分析、2004年关于“台湾大选”的评论，均被读者认为振聋发聩，独树一帜。2004年入选《南方人物周刊》评出的中国当代“公共知识分子50人”。

## 学术兼职
上海历史学会副会长及秘书长、中国史学会理事、上海社联委员、香港中文大学《二十一世纪》杂志编委、《知识分子论丛》主编。

## 作品

### 独著
- . 北京市: 社会科学文献出版社. 2011: 279. ISBN 9787509727201.
- . 江苏省: 江苏人民出版社. 2012: 365. ISBN 9787214071927.
- . 江苏省: 凤凰出版社. 2011: 234. ISBN 9787550608702.
- . 北京市: 中国人民大学出版社. 2011: 330. ISBN 9787300130538.
- . 江苏省: 江苏人民出版社. 2008: 335. ISBN 9787214053169.
- . 广西壮族自治区: 广西师范大学出版社. 1999: 405. ISBN 9787563327751.
- . 北京市: 中华书局. 2007: 266. ISBN 9787101056600.
- . 上海市: 复旦大学出版社. 2003: 239. ISBN 9787309036787.
- . 天津市: 天津人民出版社. 2002: 250. ISBN 9787201038957.
- . 广州市: 花城出版社. 2003: 338. ISBN 9787536031326.
- . 上海市: 学林出版社. 1991: 274. ISBN 9787805106762.
- Xu, Jilin. Rethinking China's Rise: A Liberal Critique. Cambridge University Press, 2018.

### 合著
- . 江苏省: 江苏人民出版社. 2007: 340. ISBN 9787214045256.
- . 江苏省: 江苏人民出版社. 2006: 330. ISBN 9787214043894.
- . 江苏省: 江苏人民出版社. 2006: 261. ISBN 9787214043757.
- . 江苏省: 江苏人民出版社. 2006: 395. ISBN 9787214041906.
- . 北京市: 新星出版社. 2005: 439. ISBN 9787801487759.
- . 上海市: 上海三联书店. 1999: 288. ISBN 9787542610614.
- . 江苏省: 江苏人民出版社. 2004: 375. ISBN 9787214035868.
- 许纪霖; 罗岗. . 上海市: 上海书店出版社. 2011: 312. ISBN 9787545803990.
- 许纪霖; 朱政惠. . 吉林省: 吉林出版集团有限责任公司. 2008: 674. ISBN 9787807627982.
- 许纪霖; 陈达凯. . 上海市: 学林出版社. 2006: 531. ISBN 9787807302483.
- . 上海市: 上海人民出版社. 2008: 543. ISBN 9787208076167.
- . 江苏省: 江苏人民出版社. 2010: 465. ISBN 9787214050113.
- . 江苏省: 江苏人民出版社. 2008: 337. ISBN 9787214051769.
- 许纪霖; 刘擎. . 上海市: 华东师范大学出版社. 2006: 262. ISBN 9787561748305.
- . 吉林省: 吉林出版社. 2007: 398. ISBN 9787807207092.
- 许纪霖; 宋宏. . 上海市: 上海人民出版社. 2011: 749. ISBN 9787208096783.
- 许纪霖; 陆建德; 罗志田; 沈渭滨; 杨国强; 周武. . 上海市: 上海书店出版社. 2012: 116. ISBN 9787545803402.